# Pidonia subsuturalis
Pidonia subsuturalis är en skalbaggsart som först beskrevs av Plavilstshikov 1921.  Pidonia subsuturalis ingår i släktet Pidonia och familjen långhorningar. Inga underarter finns listade i Catalogue of Life.